# Europese kampioenschappen karate 2018 (IFK)
De Europese kampioenschappen karate 2018 waren door de International Federation of Karate (IFK) georganiseerde kampioenschappen voor kyokushinkai karateka's. De zesde editie van de Europese kampioenschappen vond plaats in het Armeense Jerevan van 7 tot 8 april 2018.

## Resultaten
| Gewichtsklasse | Goud               | Zilver             | Brons                                     |
| Heren          | Heren              | Heren              | Heren                                     |
| -------------- | ------------------ | ------------------ | ----------------------------------------- |
| -70kg          | Dmitry Rodichkin   | Omar Magomedov     | Daniel Redondo Cardoso Ivan Tumashev      |
| -80kg          | Artem Nazaretyran  | Emilian Bitkash    | Shamil Ramazanov Narek Aboyan             |
| -90kg          | Hovhannes Sargsyan | Jonas Rosin        | Artem Lyalikov David Bitkash              |
| +90kg          | Dmitrii Solovev    | Vitaliy Ishakhneli | Alekasandr Karshigeev Stanislav Stepankov |
| Dames          |                    |                    |                                           |
| -60kg          | Ekaterina Shemina  | Emma Markwell      | Irina Valieva Anastasia Shvydun           |
| +60kg          | Anna Vishnyakova   | Aneta Meskauskiene | Anna Ulybina Kristina Golovanova          |